# Artur von Schmalensee
Artur von Schmalensee właściwie: Oskar Harald Artur von Schmalensee (ur. 18 listopada 1900, Karlskoga – zm. 16 stycznia 1972, Saltsjöbaden) – szwedzki architekt, przedstawiciel funkcjonalizmu. Brat architekta Kurta von Schmalensee. 

## Wykształcenie
Athur von Schmalensee zdobył wykształcenie na uczelniach Sztokholmu: Kungliga Tekniska högskolan (1923) oraz Kungliga konsthögskolan (1928), gdzie jego pracą dyplomową była utrzymana w duchu Le Corbusiera propozycja wybudowania w centrum Sztokholmu 9 wieżowców, wysokich na 26 pięter, zlokalizowanych na obszarze pomiędzy Konserthus a ulicą Klarabergsgatan. Podczas nauki odbywał praktykę w biurach architektonicznych jako kreślarz.

## Działalność
Artur von Schmalensee był od 1926 jednym z czołowych współpracowników największego w latach 30. XX w. szwedzkiego biura architektonicznego Kooperativa förbundets arkitektkontor (KFAI), zatrudniającego w szczytowym okresie ponad 70 architektów. Przyszedł do biura jako zwolennik funkcjonalizmu, a w czasie współpracy dał się poznać jako radykalny projektant obiektów przemysłowych, czego przykładem stała się wytwórnia żarówek w Lumalampfabrik w rejonie Södra Hammarbyhamnen w Sztokholmie (1928-1930), zaprojektowana wspólnie z Eskilem Sundahlem. Z kolei projektując ratusz w Kirunie (1959) powrócił do bardziej klasycznych form wyrazu.

## Dzieła (wybór)
- Młyn Havregrynskvarn, Nacka, 1927–1928[2]
- Lumalampfabrik, późniejsza rozbudowa, Arthur von Schmalensee i Eskil Sundahl, 1928–1930
- Część domu towarowego PUB, Stockholm, 1933–1940[3]
- Budynek mieszkalny przy Sankt Paulsgatan 8, Sztokholm, 1938–1940
- Pałac Ryningska palatset przy Stora Nygatan 2, Sztokholm (restauracja w latach 40. XX w.)
- Biuro i hale produkcyjne fabryki czekolady Marabou, Sundbyberg, 1941–1972[4]
- Budynek Kanslihusannexet, obecnie budynek administracyjny szwedzkiego parlamentu, Sztokholm, 1945–1950[5]
- Pałac Högfors slott koło Häggenås, zbudowany 1954–1955
- Restauracja kościoła św. Klary razem z Johanem Sjöströmem, Sztokholm, 1963–1965
- Ratusz w Kirunie, Kiruna, 1963[6]. Budynek został uhonorowany w 1964 nagrodą Kasper Salinpriset, przyznawaną corocznie przez zrzeszenie szwedzkich architektów za wysokie walory architektoniczne wyróżnionego obiektu[7]

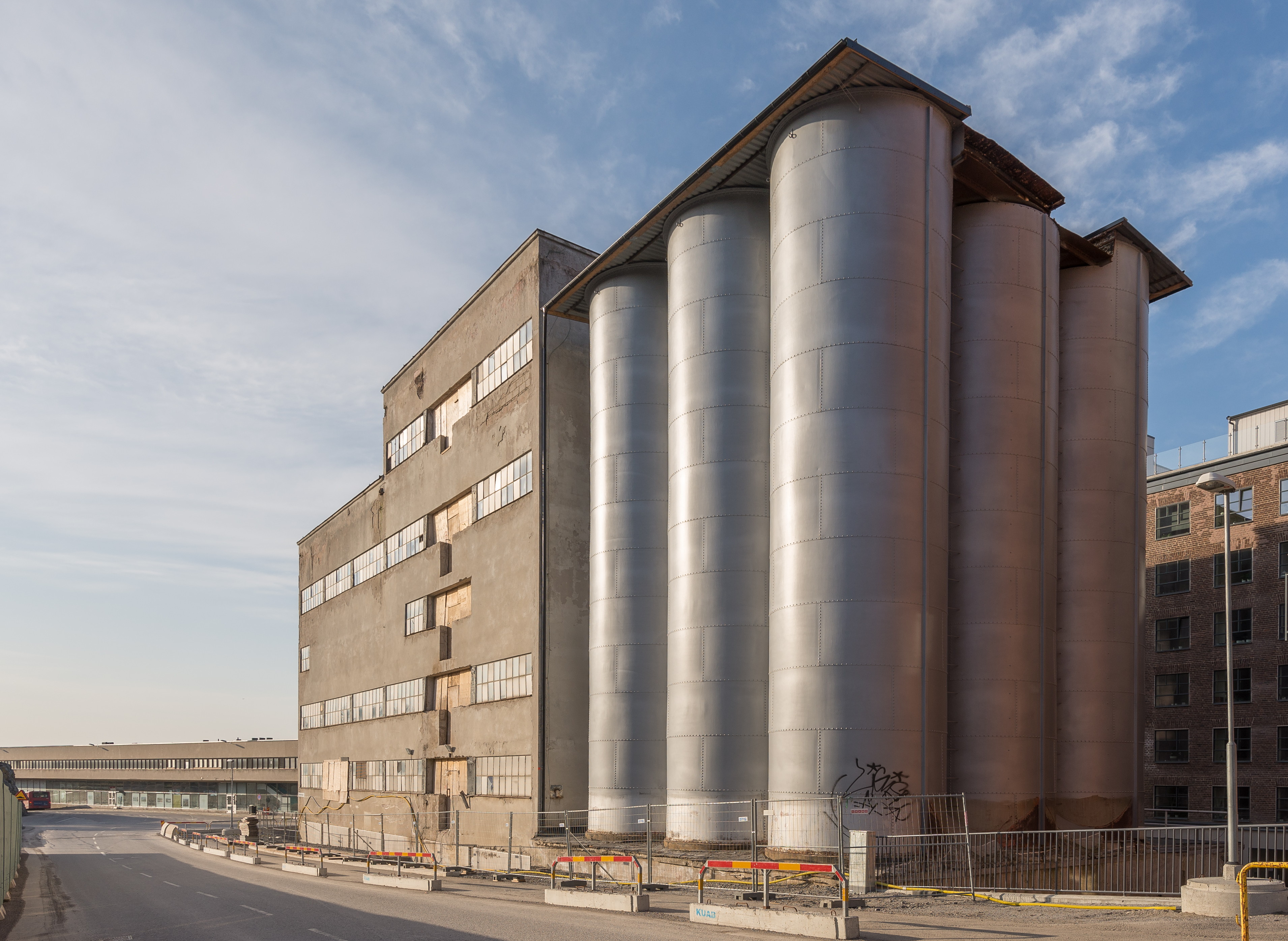
Havregrynskvarn, Nacka
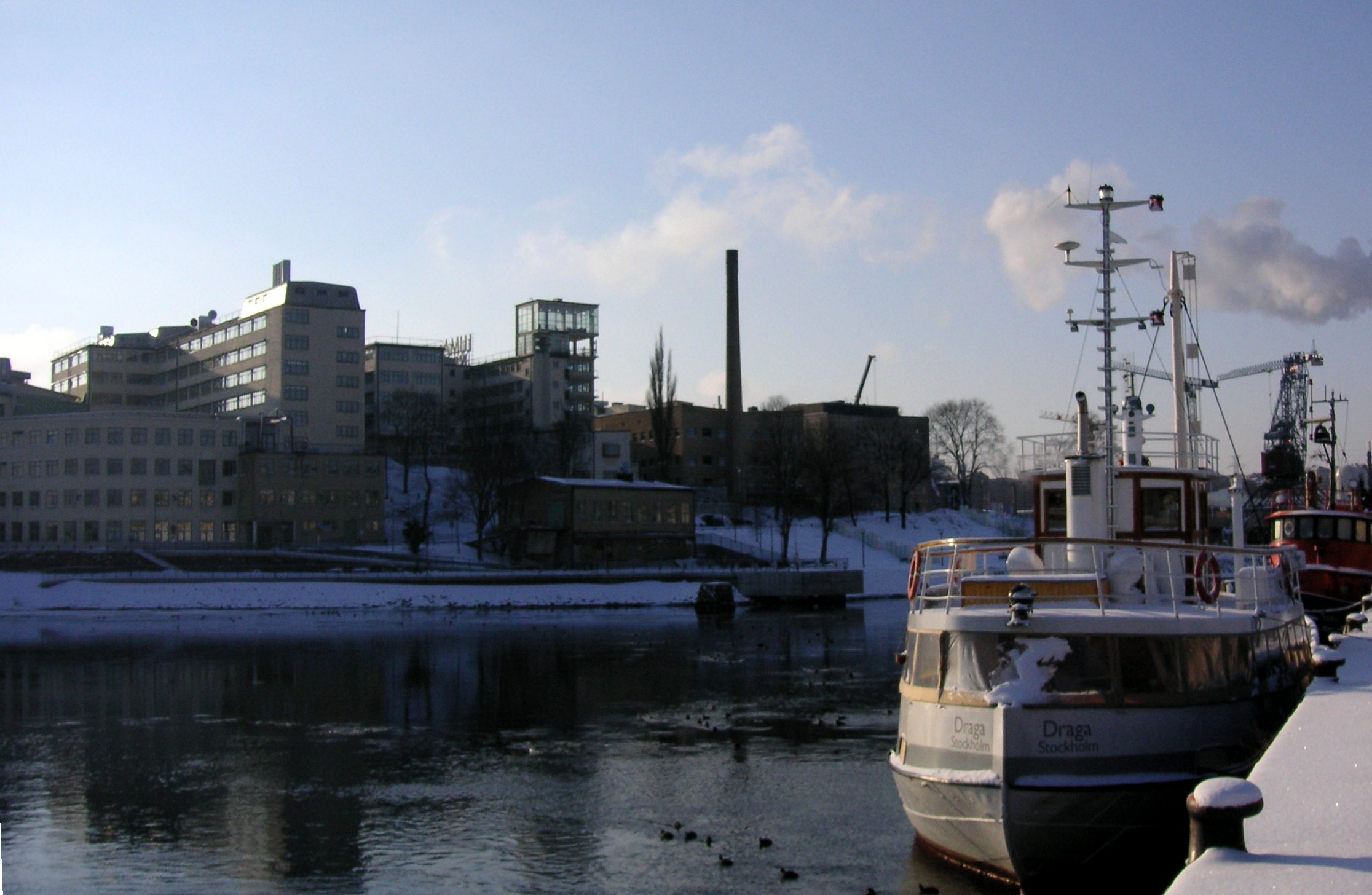
Fabryka żarówek Lumalampfabrik
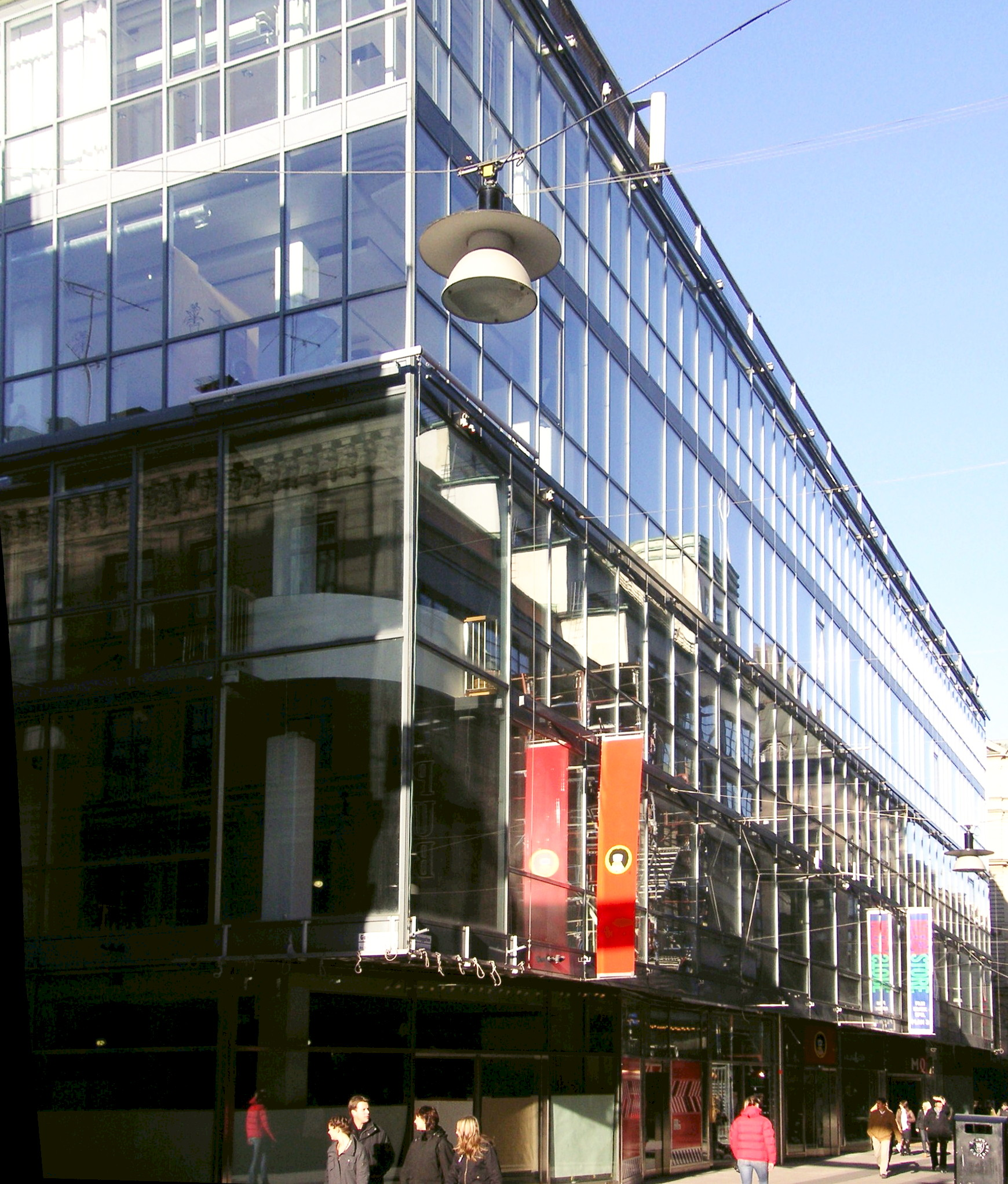
Dom towarowy PUB
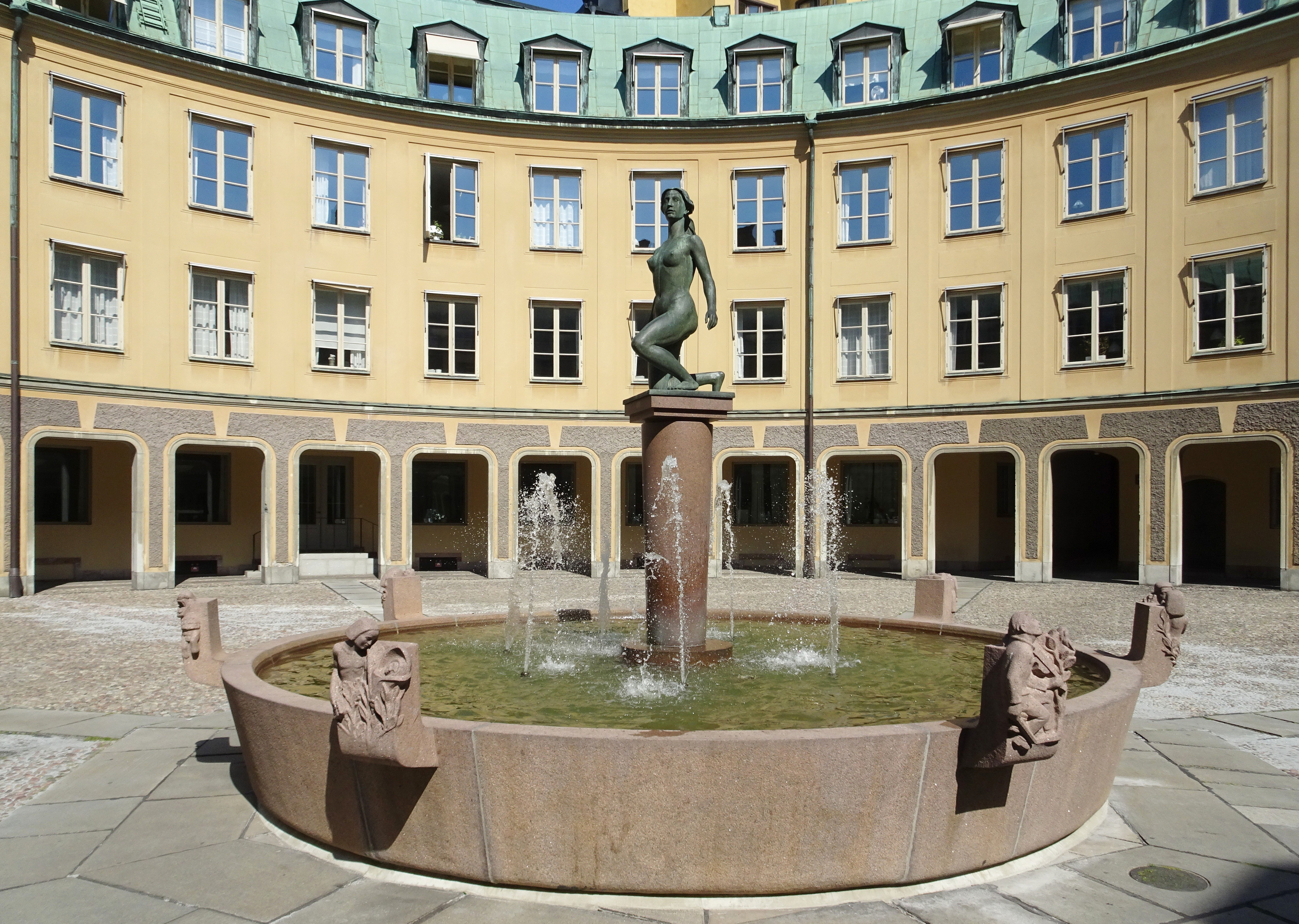
Kanslihusannexet
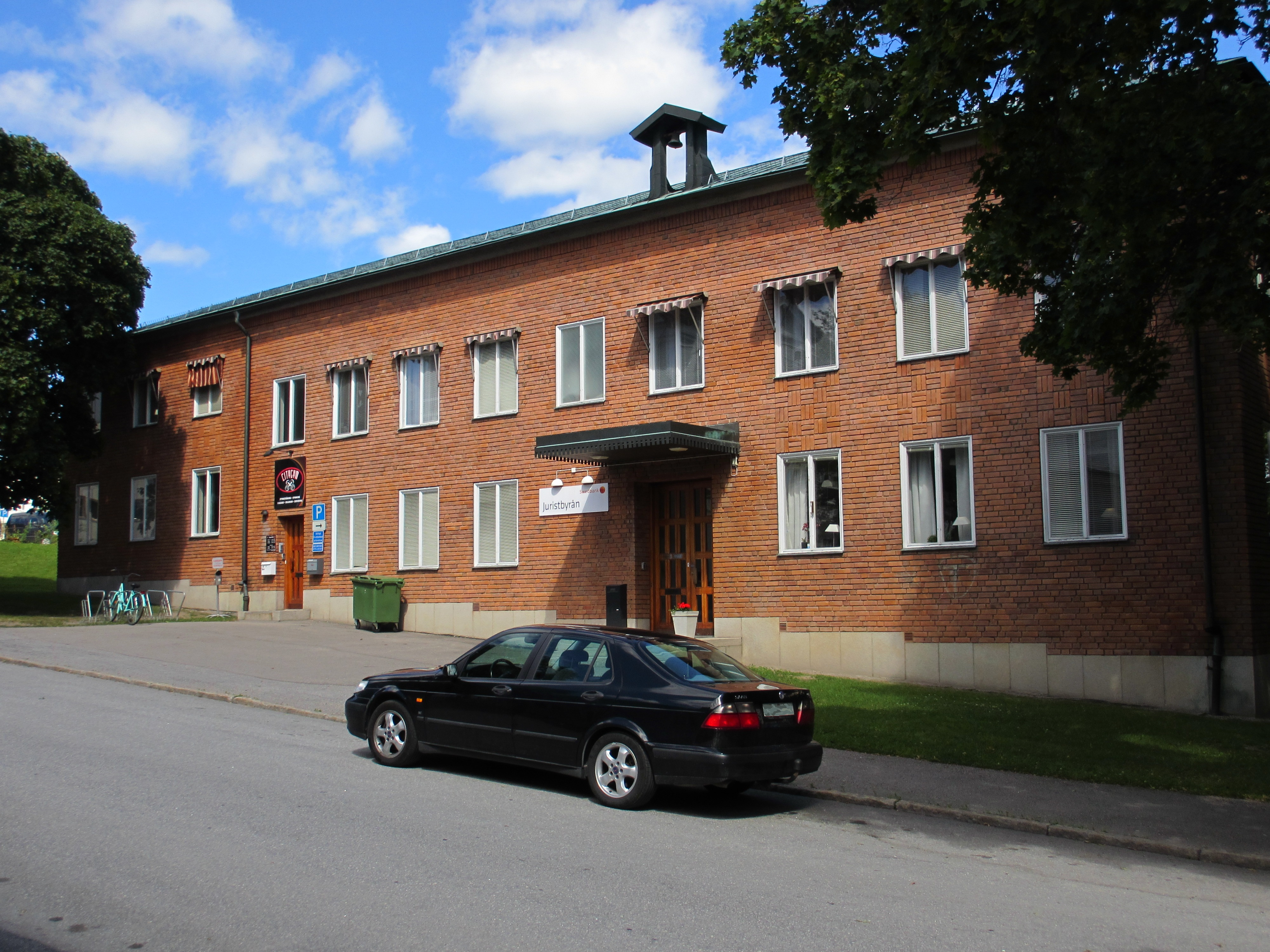
Tingshuset, Söderhamn
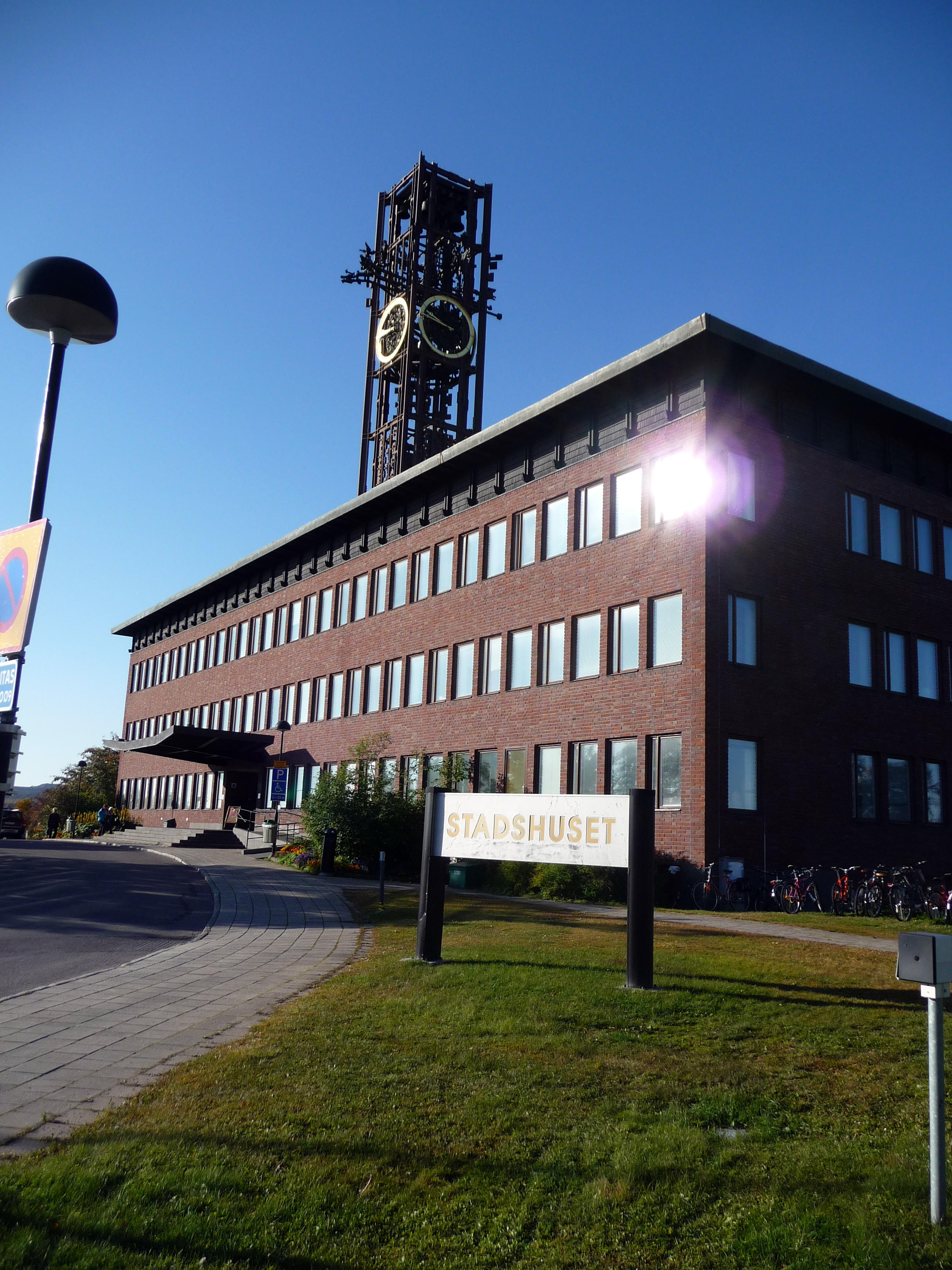
Ratusz w Kirunie

## Odznaczenia
- Medal Księcia Eugeniusza (1951)[8]